# Steve Maslow
Pour les articles homonymes, voir Maslow.
Steve Maslow est un ingénieur du son américain né le 17 octobre 1944  à Los Angeles (Californie).

## Filmographie (sélection)
- 1978 : Le Convoi (Convoy) de Sam Peckinpah
- 1978 : La Dernière Valse (The Last Waltz) de Martin Scorsese
- 1979 : Star Trek, le film (Star Trek: The Motion Picture) de Robert Wise
- 1979 : The Kids Are Alright de Jeff Stein
- 1979 : Hair de Miloš Forman
- 1980 : Des gens comme les autres (Ordinary People) de Robert Redford
- 1980 : Star Wars, épisode V : L'Empire contre-attaque (Star Wars: Episode V – The Empire Strikes Back) d'Irvin Kershner
- 1981 : Halloween 2 de Rick Rosenthal
- 1981 : Les Aventuriers de l'arche perdue (Raiders of the Lost Ark) de Steven Spielberg
- 1981 : New York 1997 (Escape from New York) de John Carpenter
- 1981 : Le facteur sonne toujours deux fois (The Postman Always Rings Twice) de Bob Rafelson
- 1982 : The Thing de John Carpenter
- 1982 : Poltergeist de Tobe Hooper
- 1982 : Les cadavres ne portent pas de costard (Dead Men Don't Wear Plaid) de Carl Reiner
- 1983 : Dead Zone (The Dead Zone) de David Cronenberg
- 1983 : Staying Alive de Sylvester Stallone
- 1983 : La Quatrième Dimension (Twilight Zone: The Movie) de John Landis, Steven Spielberg, Joe Dante et George Miller
- 1984 : Dune (film) de David Lynch
- 1984 : Gremlins de Joe Dante
- 1984 : L'Hôtel New Hampshire (The Hotel New Hampshire) de Tony Richardson
- 1986 : La Petite Boutique des horreurs (Little Shop of Horrors) de Frank Oz
- 1986 : Les Enfants du silence (Children of a Lesser God) de Randa Haines
- 1986 : La Folle Journée de Ferris Bueller (Ferris Bueller's Day Off) de John Hughes
- 1987 : L'Aventure intérieure (Innerspace) de Joe Dante
- 1987 : Le Secret de mon succès (The Secret of My Success) d'Herbert Ross
- 1988 : Beetlejuice de Tim Burton
- 1990 : Edward aux mains d'argent (Edward Scissorhands) de Tim Burton
- 1990 : Ghost de Jerry Zucker
- 1992 : Batman : Le Défi (Batman Returns) de Tim Burton
- 1994 : Speed de Jan de Bont
- 1995 : Waterworld de Kevin Reynolds
- 1996 : Le Fan (The Fan) de Tony Scott
- 1996 : Twister de Jan de Bont
- 1996 : Sergent Bilko (Sgt. Bilko) de Jonathan Lynn
- 1997 : Speed 2 : Cap sur le danger (Speed 2: Cruise Control) de Jan de Bont
- 1998 : Fourmiz (Antz) d'Eric Darnell et Tim Johnson
- 1998 : Code Mercury (Mercury Rising) d'Harold Becker
- 1999 : Le Déshonneur d'Elisabeth Campbell (The General's Daughter) de Simon West
- 2000 : U-571 de Jonathan Mostow
- 2001 : Scary Movie 2 de Keenen Ivory Wayans
- 2001 : Lara Croft: Tomb Raider de Simon West
- 2002 : Le Roi scorpion (The Scorpion King) de Chuck Russell
- 2006 : Rocky Balboa de Sylvester Stallone
- 2006 : X-Men : L'Affrontement final (X-Men: The Last Stand) de Brett Ratner
- 2008 : Le Jour où la Terre s'arrêta (The Day the Earth Stood Still) de Scott Derrickson
- 2013 : Gatsby le Magnifique (The Great Gatsby) de Baz Luhrmann
- 2015 : Mad Max: Fury Road de George Miller

## Distinctions

### Récompenses
- Oscar du meilleur mixage de son
  - en 1981 pour L'Empire contre-attaque
  - en 1982 pour Les Aventuriers de l'arche perdue
  - en 1995 pour Speed
- BAFTA 1995 : BAFA du meilleur son pour Speed

### Nominations
- Oscar du meilleur mixage de son
  - en 1985 pour Dune
  - en 1996 pour Waterworld
  - en 1997 pour Twister
  - en 2001 pour U-571
- Cinema Audio Society - Meilleur mixage sonore d'un film
  - en 1995 pour Speed
  - en 1997 pour Twister
  - en 2001 pour U-571